# Кастелири
Кастелѝри (на италиански: Castelliri) е малко градче и община в Централна Италия, провинция Фрозиноне, регион Лацио. Разположено е на 251 m надморска височина. Населението на общината е 3539 души (към 2010 г.).